# Rani kambrij
Rani kambrij (poznat i kao donji kambrij, Caerfai, Waucoban, ili Georgij) je prvi od tri geološke epohe kambrijskog razdoblja. Označava razdoblje od prije 542 ± 0.3 Ma do prije 513 ± 2 Ma (milijuna godina). Kambrijska eksplozija složenih organizama se dogodila za vrijeme ranog kambrija. Rani kambrij je podijeljen u dvije neimenovane ICS faze.

## Vanjske poveznice
|  | Zajednički poslužitelj ima još gradiva o temi Rani kambrij |